# Aulacothoracicus
Aulacothoracicus là một chi bọ cánh cứng trong họ Chrysomelidae.
Chi này được Watts miêu tả khoa học năm 2006.

## Các loài
Chi này gồm các loài:
- Aulacothoracicus costaricensis Watts, 2006